# انتخابات رئيس مجلس النواب اللبناني 2022
انتخابات رئيس مجلس النواب اللبناني لعام 2022 هي انتخابات لانتخاب رئيس مجلس النواب اللبناني الرابع والعشرين. وكانت هذه هي الانتخابات السابعة لرئيس المجلس التشريعي منذ تنفيذ اتفاق الطائف في عام 1989؛ فاز نبيه بري بحصوله على 65 صوتاً من أصل 128، وهو الحد الأدنى اللازم للحصول على الأغلبية وأدنى نتيجة خلال فترة ولايته التي استمرت 30 عاماً كرئيس للبرلمان.

## خلفية

### ثورة 17 أكتوبر
اندلعت مظاهرات واسعة النطاق مناهضة للحكومة في البلاد اعتبارًا من 17 أكتوبر/تشرين الأول، واندلعت المظاهرات في البداية ردًا على ارتفاع أسعار الغاز والتبغ، فضلاً عن فرض ضريبة جديدة على تطبيقات المراسلة، وسرعان ما تحولت المظاهرات إلى ثورة ضد الركود الاقتصادي والبطالة والنظام السياسي الطائفي والوراثي في لبنان والفساد، وعدم قدرة الحكومة على توفير الخدمات الأساسية مثل المياه والكهرباء والصرف الصحي، وانتهى الأمر بسعد الحريري إلى الاستقالة في 29 أكتوبر 2019.
عيّن الرئيس ميشال عون حسان دياب رئيساً للحكومة في 19 كانون الأول/ديسمبر 2019. وحصلت حكومته على ثقة البرلمان بأغلبية 69 صوتا.
ومع ذلك، استمر الوضع الاقتصادي في البلاد في التدهور، وكانت الحكومة مدينة بأكثر من 95 مليار دولار بحلول نهاية عام 2020، وسجلت الليرة اللبنانية خسارة 70% من قيمتها في ستة أشهر وتفشي البطالة بنسبة 35% من السكان. واندلاع أعمال شغب في بيروت وطرابلس وجونيه.

### انفجار بيروت
في 4 أغسطس 2020، تسبب انفجار عدة آلاف من الأطنان من نترات الأمونيوم المخزنة في حظيرة بمرفأ بيروت بأضرار بشرية ومادية كبيرة في جميع أنحاء المدينة والميناء. وبلغت الحصيلة النهائية 218 قتيلاً وأكثر من 7000 جريح وقدر البنك الدولي الأضرار بحوالي أربعة مليارات يورو، كما خلفت 300000 شخص بلا مأوى. وقد تأثرت منطقة الميناء الصناعي في مرفأ بيروت بشدة، مما أدى إلى تفاقم الوضع الاقتصادي، حيث يعتبر الميناء حيويا بالنسبة للبنان، فهو من أهم المراكز التجارية فيها لانه يضمن عبور 60% من واردات البلاد.

## عملية الانتخابات

### الميثاق الوطني
ويخضع الوصول إلى رئاسة البرلمان إلى اتفاق غير رسمي يعرف باسم الميثاق الوطني. اتفق عليه في عام 1943، ويشغل هذا المنصب يجب ان يكون من أعضاء الطائفة الشيعية فقط.
ويستند الميثاق الوطني إلى اتفاق غير مكتوب أبرم عام 1943 بين الرئيس المسيحي الماروني بشارة الخوري ورئيس وزرائه السني رياض الصلح عندما نال لبنان استقلاله عن فرنسا، وينص الميثاق على أن يكون رئيس الجمهورية مسيحيا مارونيا ورئيس الوزراء مسلما سنيا ورئيس مجلس النواب مسلما شيعيا.

### جولات
| الجولة الأولى         | الجولة الأولى | الجولة الأولى |
| مُرَشَّح                  | الأصوات       | %             |
| --------------------- | ------------- | ------------- |
| نبيه بري (أمل)        | 65            | 50.78         |
| أصوات غير صالحة/فارغة | 63            | 49.22         |
| المجموع               | 128           | 100           |
| الناخبين المؤهلين     | 128           | 100           |

## نائب رئيس مجلس النواب اللبناني
حيث يُنتخب نائب رئيس البرلمان بعد رئيس البرلمان مباشرة. ويقتصر هذا المنصب على أعضاء الطائفة الأرثوذكسية اليونانية فقط.

### المرشحين المحتملين
- غسان سكاف - نائب قضاء راشيا (الحزب التقدمي الاشتراكي)[16]
- غسان حاصباني - نائب رئيس مجلس الوزراء الأسبق (القوات اللبنانية)[17]
- إلياس بو صعب - وزير الدفاع السابق (التيار الوطني الحر)[18]
- ملحم خلف - محام لبناني (ثورة 17 تشرين الأول)[15]

### جولات
وفي الجولة الأولى، فشل في انتخاب مرشح حصل على أكثر من 65 صوتا للأغلبية.
وفي الجولة الثانية، تمكن البرلمان من انتخاب وزير الدفاع السابق إلياس بو صعب عن التيار الوطني الحر، بحصوله على 65 صوتا.
| الجولة الأولى                       | الجولة الأولى | الجولة الأولى | الجولة الثانية                      | الجولة الثانية | الجولة الثانية |
| مُرَشَّح                                | الأصوات       | %             | مُرَشَّح                                | الأصوات        | %              |
| ----------------------------------- | ------------- | ------------- | ----------------------------------- | -------------- | -------------- |
| إلياس بو صعب ( التيار الوطني الحر ) | 64            | 50            | إلياس بو صعب (التيار الوطني الحر)   | 65             | 50.78          |
| غسان سكاف (الحزب التقدمي الاشتراكي) | 49            | 38.3          | غسان سكاف (الحزب التقدمي الاشتراكي) | 60             | 46.87          |
| أصوات غير صالحة/فارغة               | 15            | 11.7          | أصوات غير صالحة/فارغة               | 3              | 2.34           |
| المجموع                             | 128           | 100           | المجموع                             | 128            | 100            |
| الناخبين المؤهلين                   | 128           | 100           | الناخبين المؤهلين                   | 128            | 100            |

## أمناء انتخابات مجلس النواب
وانتخب أميني سر البرلمان مباشرة بعد نائب رئيس البرلمان، ورغم أن ذلك ليس مطلوبًا دستوريًا، فقد تقرر أن ينسب الأمناء إلى مسيحي ماروني وواحد درزي.
وشهدت عملية انتخاب النائبين نقاشاً واسعاً خاصة من قبل نواب المعارضة، واقترح أن يصوت كل نائب لكلا التفضيلين في نفس الاقتراع. ومع ذلك، تقرر أن يتم التصويت على أساس اسم واحد في كل بطاقة اقتراع. ونتيجة لذلك، انسحب فراس حمدان، النائب المعارض، والذي كان أحد المرشحين القلائل لمنصب السكرتير الدرزي، ترشيحه احتجاجاً على الإجراء الانتخابي الطائفي.

### جولات
- - منتخب
- - انسحب

| الجولة الأولى                            | الجولة الأولى | الجولة الأولى | الجولة الأولى |
| مُرَشَّح                                     | طائفة         | الأصوات       | %             |
| ---------------------------------------- | ------------- | ------------- | ------------- |
| آلان عون ( التيار الوطني الحر )          | ماروني        | 65            | 50.78         |
| زياد حواط ( القوات اللبنانية )           | ماروني        | 38            | 29.69         |
| ميشيل الدويهي                            | ماروني        | 4             | 3.12          |
| فراس حمدان                               | درزي          | 0             | 0.00          |
| هادي أبو حسن ( الحزب التقدمي الاشتراكي ) | درزي          | 0             | 0.00          |
| أصوات غير صالحة/فارغة                    | لا يوجد       | 19            | 14.84         |
| المجموع                                  |               | 128           | 100           |
| الناخبين المؤهلين                        |               | 128           | 100           |

## أنظر أيضا
- نبيه بري
- الانتخابات العامة اللبنانية 2022
- الانتخابات الرئاسية اللبنانية 2022